# 양순용
양순용(梁珣容, 1927년 2월 20일 ~ 2002년 1월 25일)은 대한민국의 군인이다.
1927년에 경상남도 함양군 수동면 원평리에서 태어났으며, 한국 전쟁 말기인 1953년 7월 육군 제8사단에 징집되어 금성지구 전투에 참전하였다가 휴전을 불과 며칠 앞두고 포로가 되었다.
그 후 조선민주주의인민공화국에 강제 억류되어 탄광 노동자로 일하다가 탈북하여 1997년 12월 대한민국으로 귀환하였다. 이후 자신의 고향인 함양군 수동면 원평리에서 여생을 보내다가 2002년 1월 25일 교통사고로 사망하였다.

## 참고 자료
- 국군 포로 양순용, 45년 만의 북한 탈출 드라마[깨진 링크(과거 내용 찾기)]
- 신동욱 앵커의 시선 - 6·25는 살아있다